# بحيرة فوركيد
تبلغ مساحة بحيرة فوركيد، هي بحيرة مساحتها 893 أكر (361 هكتارا ) في منتزه آديرونداك في نيويورك، 7 ميل (11 كـم) جنوب غرب قرية لونج ليك. البحيرة ضيقة على هيئة حرف "T" مقلوب، 5 ميل (8.0 كـم) عبر الجزء السفلي الموجه بين الشرق والغرب ولكن فقط 0.2 ميل (0.32 كـم)، وذراعها ضيق باتجاه الشمال حتى 3.8 ميل (6.1 كـم) طولا.
تدير الولاية 80 مخيما يمكن الوصول إليها بالقوارب أو سيرًا على الأقدام، باستثناء ثلاثة مخيمات يمكن أن تستوعب ما يصل إلى 20 قدم (6.1 م) من المركبات الترفيهية. رسوم التخييم هي 18 دولارًا. ومقطورة للقوارب مناسبة للقوارب الصغيرة فقط.
تتوفر صناديق معدنية في كل مكان للتخييم وحفر النار وطاولات التنزه والمنازل الخارجية متوفرة في كل موقع تخييم. صناديق القفل مخصصة لتخزين طعامك بعيدًا عن متناول الدببة المحلية. تحتوي بعض المعسكرات على أرصفة.
بحيرة فوركيد هي موطن لبروك تراوت، لارج ماث باس، سمول ماث باس، وثور، وسمك الفرخ الأصفر، وسمك السلمون المرقط. أقصى عمق 74 قدم. تشمل الحيوانات البرية الأخرى لون، ثعالب الماء، القندس، البومة، الغزلان، البط، والدب.
تعد البحيرة أيضًا جزءًا من مسار نورثرن فورست الزورق تريل الذي يبلغ طوله 740 ميلًا، والذي يبدأ في أولد فورج، نيويورك وينتهي في فورت كينت (مين).

## روابط خارجية
- NY State DEC - Forked Lake
- http://www.reserveamerica.com/camping/Forked_Lake_Campground/r/campgroundDetails.do?contractCode=NY&parkId=641&topTabIndex=CampingSpot
- Forked Lake Residents website